# Uroconger lepturus
Uroconger lepturus – gatunek ryby węgorzokształtnej z rodziny kongerowatych (Congridae). Po raz pierwszy opisany został przez Johna Richardsona w 1845. Pierwotnie sklasyfikowany został w rodzaju Congrus, obecnie zaliczany jest do rodzaju Uroconger.
Jest gatunkiem słonowodnym, występuje w Indo-Pacyfiku, a jego zasięg obejmuje m.in. wschodnią Australię, wschodnią Afrykę, Republikę Południowej Afryki oraz Japonię. Osiąga zanurzenie w przedziale od 18 do 760 metrów, zamieszkuje dno zbiornika wodnego. Samce osiągają maksymalną długość ok. 50 cm, zaś ich przeciętna długość wynosi 30 cm. Żywi się małymi, bentonicznymi skorupiakami. Jest to ryba łowna.